# Arkadag FK
Der Arkadag futbol kluby ist ein turkmenischer Fußballverein aus Arkadag. Aktuell spielt der Verein in der höchsten Liga des Landes, der Ýokary Liga.

## Geschichte
Der Verein wurde am 1. Januar 2023 in Arkadag gegründet. In einer außerordentlichen Sitzung des turkmenischen Fußballverbandes am 1. April 2023 wurde einstimmig beschlossen, dass der Verein in den  turkmenischen Fußballverband aufgenommen wird. In einer anschließenden Sitzung des Exekutivkomitees der TFF wurde beschlossen, den neu gegründeten Fußballverein in die nationale Fußballmeisterschaft und den nationalen Pokal aufzunehmen. Die erste Profimannschaft umfasst 27 Spieler, darunter mehrere Nationalspieler des Landes. In seiner ersten Saison wurde der Verein turkmenischer Meister sowie Pokalsieger und nahm damit an der AFC Challenge League 2024/25 teil. Am 10. Mai 2025 gewann der Klub mit diesem Wettbewerb auch seinen ersten internationalen Titel, im Finale bezwang man Preah Khan Reach Svay Rieng aus Kambodscha mit 2:1.

## Erfolge
- Turkmenischer Meister: 2023, 2024
- Turkmenischer Pokalsieger: 2023, 2024
- Turkmenischer Superpokalsieger: 2024
- AFC Challenge League-Sieger: 2025

## Statistik
| Saison | Div. | Liga        | Platz | Beste Torschützen   | Pokal |
| ------ | ---- | ----------- | ----- | ------------------- | ----- |
| 2023   | I    | Ýokary Liga | 1.    | Didar Durdyýew (27) | Sieg  |
| 2024   | I    | Ýokary Liga | 1.    | Didar Durdyýew (31) | Sieg  |
| 2025   | I    | Ýokary Liga |       |                     |       |

## Asienpokalbilanz
| Saison  | Pokal                | Runde         | Gegner                      | Gesamt  | Hin     | Rück    |
| ------- | -------------------- | ------------- | --------------------------- | ------- | ------- | ------- |
| 2024/25 | AFC Challenge League | 0Gruppe B     | Maziya S&RC                 | 2:1     | 2:1 (N) | 2:1 (N) |
| 2024/25 | AFC Challenge League | 0Gruppe B     | Abdish-Ata Kant             | 2:0     | 2:0 (N) | 2:0 (N) |
| 2024/25 | AFC Challenge League | 0Gruppe B     | al-Arabi                    | 2:3     | 2:3 (A) | 2:3 (A) |
| 2024/25 | AFC Challenge League | Viertelfinale | East Bengal FC              | 3:1     | 1:0 (A) | 2:1 (H) |
| 2024/25 | AFC Challenge League | Halbfinale    | al-Arabi                    | 3:2     | 0:2 (A) | 3:0 (H) |
| 2024/25 | AFC Challenge League | Finale        | Preah Khan Reach Svay Rieng | 2:1 (N) | 2:1 (N) | 2:1 (N) |

## Stadion
Seine Heimspiele trägt der Verein im 10.000 Zuschauer fassenden Ahal merkezi sport toplumy in Aşgabat aus.

## Alle Trainer
| Trainer               | Nation       | von              | bis               |
| --------------------- | ------------ | ---------------- | ----------------- |
| Guwançmuhammet Öwekow | Turkmenistan | 1. Januar 2023   | 2. Dezember 2023  |
| Didar Hajiyev         | Turkmenistan | 3. Dezember 2023 | 31. Dezember 2024 |
| Akhmet Allaberdiyev   | Turkmenistan | 1. Januar 2025   |                   |